# Chromadorella filiformoides
Chromadorella filiformoides är en rundmaskart som beskrevs av Benjamin G. Chitwood 1951. Chromadorella filiformoides ingår i släktet Chromadorella och familjen Chromadoridae. Inga underarter finns listade i Catalogue of Life.